# FO&O
FO&O, tidigare The Fooo och The Fooo Conspiracy, var ett svenskt pojkband. Bandet sattes samman av Artist House Stockholm under våren 2013 och de blev kända genom Justin Biebers manager. Han engagerade dem som förband till Biebers konserter i Globen i april 2013. Gruppen bestod vid splittringen 2017 av Oscar Enestad (född 1997), Felix Sandman (född 1998) och Omar Rudberg (född 1998). Medlemmen Oscar Molander lämnade bandet den 30 november 2016.
Den 19 september 2017 tillkännagavs det att bandets medlemmar Felix Sandman, Oscar Enestad och Omar Rudberg vill satsa på sina egna solokarriärer.

## Historia
Under 2013 fick de göra flera olika TV-framträdanden, bland annat i Tillsammans för Världens barn och i Sommarkrysset. De medverkade även i finalen i Idol 2013 och i Musikhjälpen den 14 december 2013.
Deras låt "Build A Girl" gick in på Sverigetopplistan under vecka 35 år 2013 på plats 49. Låten kom som bäst på tredje plats på Digilistan. Bandet släppte sin första EP "The Fooo EP" den 16 augusti 2013 under exekutiv licens av sitt skivbolag, Artist House Stockholm. Under 2014 gav bandet ut två EP:er, "Conspiration" med släppdatum den 27 augusti, samt "Coordinates" med släppdatum den 28 november. Bandets debutalbum  "Off The Grid"  släpptes den 2 april 2014. Albumet placerade sig 1:a på Sverigetopplistan under v.15, 2014.
I april 2014 gav bandet sig ut på turnén "Fooo Experience" med turnéstopp i Stockholm (Annexet), Örebro (Conventum Kongress), Linköping (Konsert & Kongress Linköping), Helsingborg (Helsingborg Arena) och Göteborg (Lisebergshallen) Samma år, i augusti, uppträdde The Fooo Conspriracy med konsertshowen "Fooo Vertigo" i Stockholm (Skansen) och Göteborg (Liseberg) 
The Fooo Conspiracy har även fått skivkontrakt med Sony Music Entertainment i USA. I juni 2014 åkte de till USA och var där i 2 månader för att uppträda på gator i torg i olika städer - på samma sätt som de blev kända i Sverige, spela in nya låtar och göra en massa intervjuer.  Den 30 oktober släppte bandet EP:n "Serenade", enbart i USA.
Bandet har även vunnit ett antal svenska musikpris inom olika kategorier. Vid Grammisgalan 2014 tilldelades bandet Spotifys pris Årets innovatör. Vid Rockbjörnen 2014 tilldelades bandet pris i kategorierna "Årets fans", "Årets genombrott" och "Årets livegrupp" År  2015 vann de "Årets konsert", "Årets livegrupp", och "Årets fans". År 2016 vann de även "Årets livegrupp". Bandet vann även priset "Best Swedish Act " under 2014 och under 2016 års MTV EMA gala samt priset "Best Swedish Act" under Kids Choice Awards 2015.  [källa behövs]
Den 1 september 2014 meddelade bandet att de byter namn från "The Fooo" till "The Fooo Conspiracy" som en hyllning till deras Fooers (fans)  .
Den 26 oktober 2016 släppte bandet en helt egen podd med namnet "Fooo Podden". I Podden talar de om pinsamheter som de varit med om, dagens höjdpunkter och även frågor från fansen.
Den 30 november 2016 meddelar bandmedlemmen Oscar Molander att han hoppar av från The Fooo Conspiracy av olika skäl. Han säger att han vill satsa på att skriva egen musik och jobba i studion.
De tävlade i Melodifestivalen 2017 med låten "Gotta Thing About You" där de tog sig till final.

## Bandets namn
Bandets ursprungliga namn "The Fooo" kommer från bandmedlemmarna Felix Sandman, Oscar Molander, Omar Rudberg och Oscar Enestads förnamns första bokstav. Den 1 september 2014 meddelade bandet att de byter namn från "The Fooo" till "The Fooo Conspiracy" som en hyllning till sina Foooers (fans). 3 februari 2017 bytte bandet namn igen, denna gång till "FO&O", efter att en av bandmedlemmarna lämnat bandet för musikskrivandet.

## Diskografi

### Studioalbum
| År   | Titel        | Listplac.     | Information                       |
| År   | Titel        | SWE           | Information                       |
| ---- | ------------ | ------------- | --------------------------------- |
| 2014 | Off the Grid | 1 (27 veckor) | Släppt: 2 april 2014 som The Fooo |
| 2017 | FO&O         | 35 (1 vecka)  | Släppt: 12 maj 2017               |

### EP
| År   | Titel        | Listplac.     | Information                                      |
| År   | Titel        | SWE           | Information                                      |
| ---- | ------------ | ------------- | ------------------------------------------------ |
| 2013 | The Fooo EP  | —             | Släppt: 16 augusti 2013 som The Fooo             |
| 2014 | Conspiration | 19 (4 veckor) | Släppt: 27 augusti 2014 som The Fooo             |
| 2014 | Serenade     | —             | Släppt: 30 oktober 2014 som The Fooo Conspiracy  |
| 2014 | Coordinates  | 33 (3 veckor) | Släppt: 28 november 2014 som The Fooo Conspiracy |

### Singlar
| År   | Titel Album                          | Listplac.     | Information                                     |
| År   | Titel Album                          | SWE           | Information                                     |
| ---- | ------------------------------------ | ------------- | ----------------------------------------------- |
| 2013 | "Build a Girl" Off the Grid och FO&O | 41 (4 veckor) | Släppt: 16 augusti 2013 som The Fooo            |
| 2016 | "My Girl" FO&O                       | 58 (1 vecka)  | Släppt: 29 januari 2016 som The Fooo Conspiracy |
| 2016 | "Summer Love" FO&O                   | 54 (5 veckor) | Släppt: 29 april 2016 som The Fooo Conspiracy   |
| 2017 | "Gotta Thing About You" FO&O         | 7 (12 veckor) | Släppt: 26 februari 2017                        |

- 2013 - "Freestyler" (Cover)
- 2013 - "It's Time to Make a Wish"
- 2013 - "Ex Factor"
- 2013 - "Fridays Are Forever"
- 2014 - "King of the Radio"
- 2014 - "All Over the World"
- 2015 - "Run With Us"
- 2015 - "Jimi Hendrix"
- 2016 - "Who Doesn't Love Love"
- 2017 - "So So Good"
- 2017 - "Hurt Like We Did"